# Acanthocereus hesperius
Acanthocereus hesperius es una especie de planta suculenta perteneciente al género Acanthocereus, dentro de la familia Cactaceae. Es endémica del suroeste de México y anteriormente se le conocía como Peniocereus occidentalis.

## Descripción

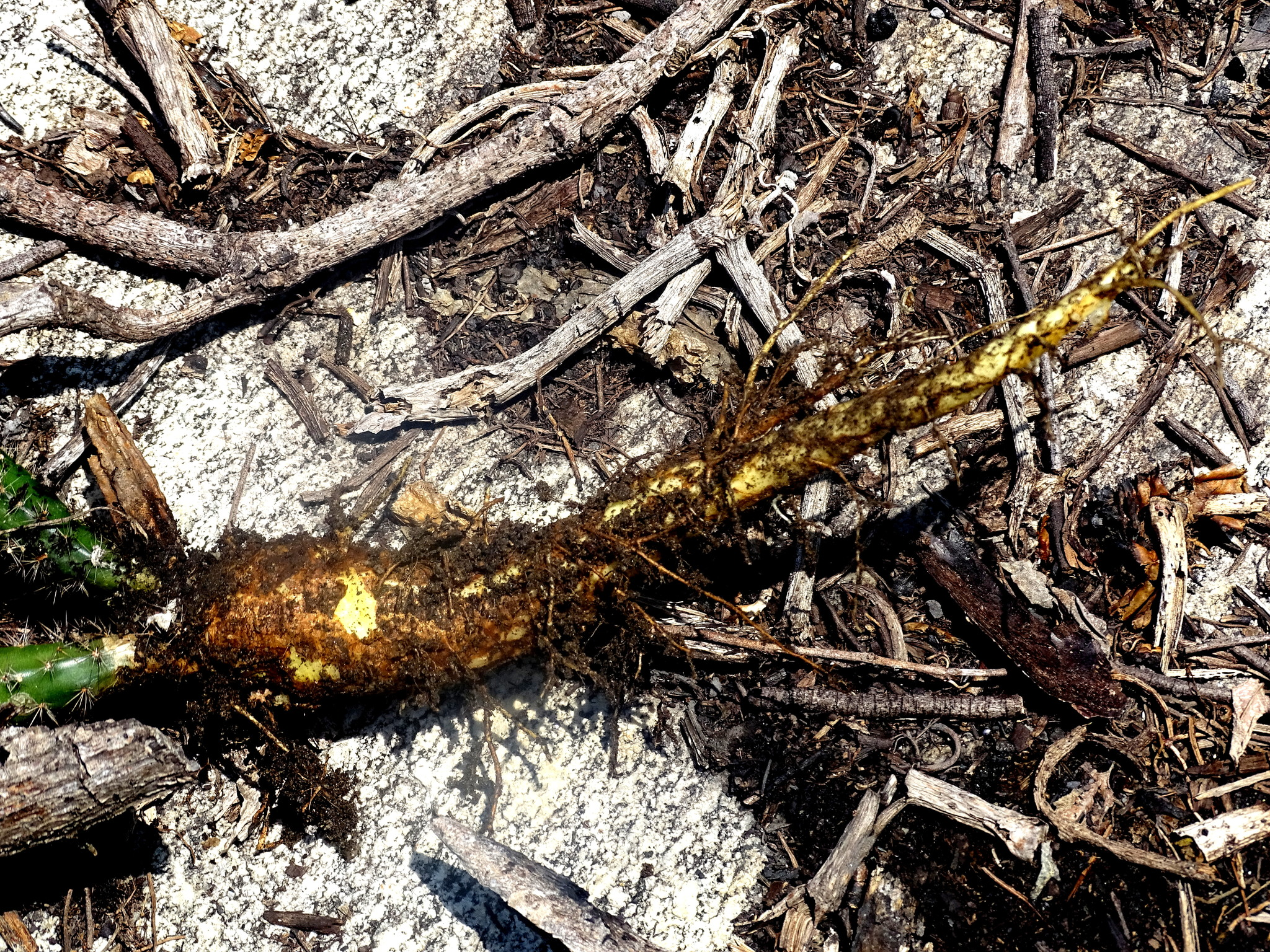
Detalle de la raíz

Acanthocereus hesperius es una especie de cactus trepador o rastrero que crece como un arbusto con tallos extendidos y abiertamente ramificados. Las raíces son carnosas, de color marrón amarillento claro y con forma de zanahoria. Miden de 30 a 50 cm de largo y de 10 a 15 cm de diámetro. 
Los tallos o brotes tienen dos formas (dimórficos):
- Los tallos más viejos son de color verde oscuro, rectos o arqueados.  Miden de 12 a 50 cm de largo y de 3 a 3,5 cm de diámetro, y presentan de 6 a 7 costillas. Presentan espinas centrales engrosados en su base y miden de 3 a 6 milímetros de largo. En la caso de las espinas marginales, son de color blanco amarillento a marrón, siempre en grupos de ocho a diez, midiendo de 2 a 8 milímetros de largo.
- Los tallos jóvenes son lisos y miden hasta 1 cm de diámetro. Tienen hasta 10 costillas, que en ocasiones se dividen en pequeñas jorobas. Presentan espinas centrales individuales de color blanco amarillento y miden hasta 4 milímetros de largo. En la caso de las espinas marginales, son de color blanco amarillento a marrón, siempre en grupos de cinco, midiendo de 2 a 3 milímetros de largo.

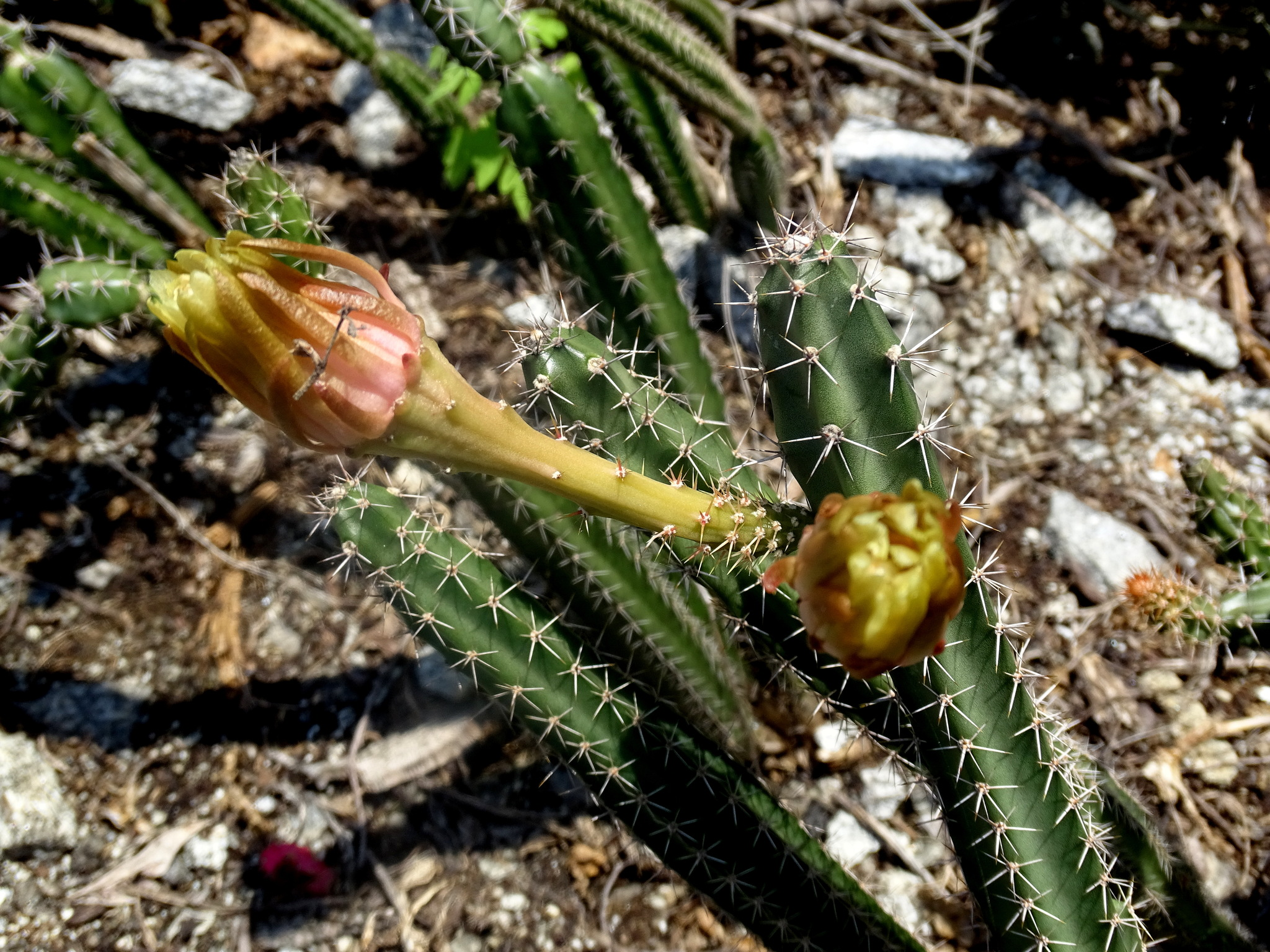
Detalle de la flor

Las flores son blancas en forma de embudo y miden de 7 a 8 cm de largo. Su pericarpelo es notablemente abultado y cubierto de areolas lanudas de color pardo de las que surgen algunas espinas. Los frutos son de color rojo púrpura, con forma de huevo, y alcanzan un diámetro de 2,5 cm y una longitud de 3,5 cm.

## Distribución y hábitat

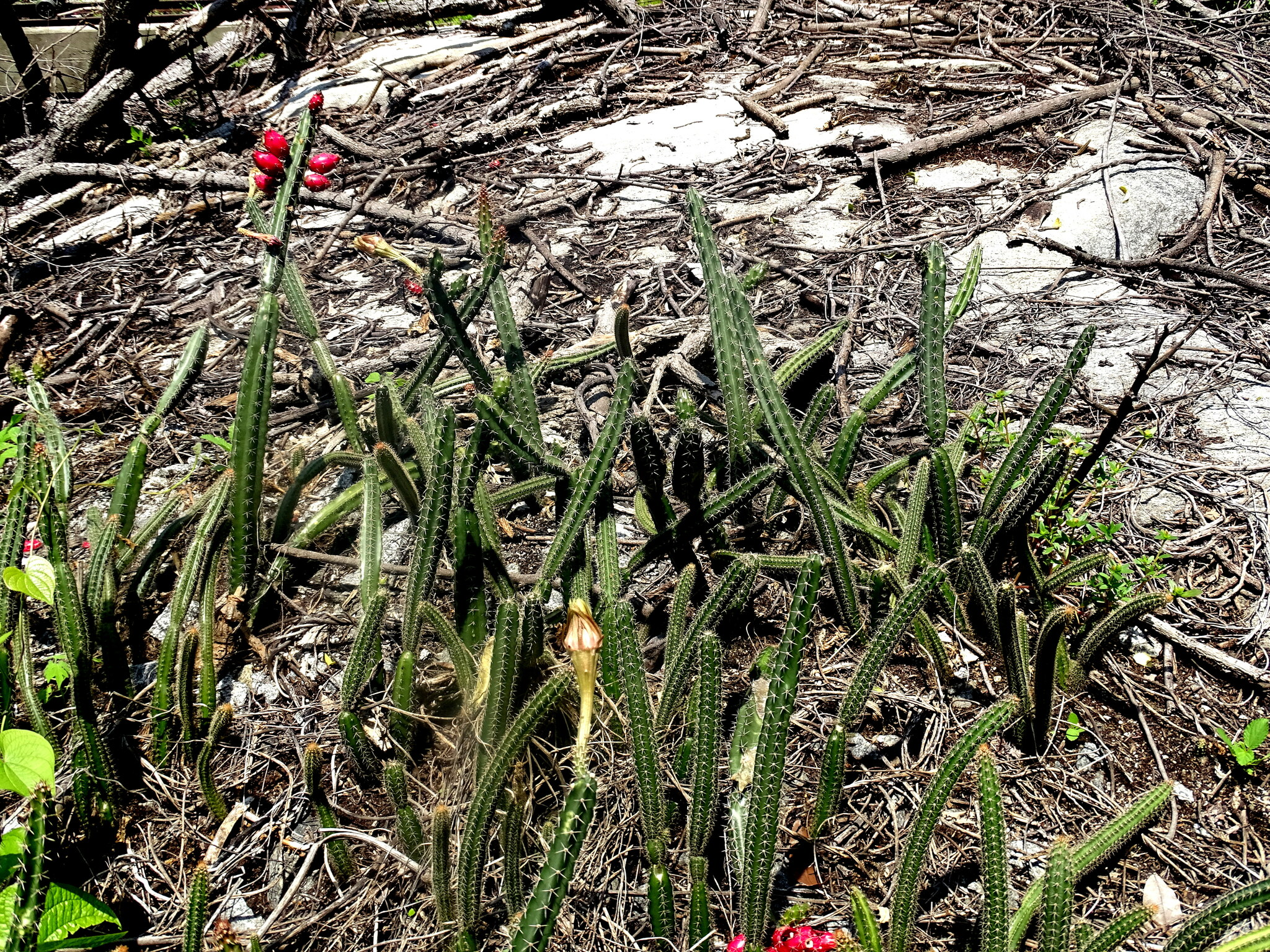
En su hábitat

El área de distribución nativa de esta especie es México (Oaxaca) y crece principalmente en el bioma tropical estacionalmente seco.

## Taxonomía
Acanthocereus hesperius fue descrita por el botánico británico David Richard Hunt y publicada por primera vez en la revista científica Cactaceae Systematics Initiatives 34: 9 en 2016.
Etimología
- Acanthocereus: nombre genérico que deriva de las palabras griegas akantha (que significa 'espinoso') y cereus (que significa 'vela', 'cirio'), haciendo referencia a su forma columnar espinosa.[3]
- hesperius: epíteto que revida de la palabra griega hesperos (que significa 'occidental' o 'del oeste'), haciendo referencia a su distribución geográfica.[4]

## Estado de conservación
En la Lista Roja de Especies Amenazadas de la UICN, la especie está clasificada como “En Peligro Crítico (CR)”, es decir. h. catalogado como amenazado de extinción.

## Usos
Se cultiva principalmente como planta ornamental y su propagación se realiza normalmente a través de semillas o esquejes.